# Kimber James
Kimber James (født 2. april 1988 i Miami, Florida, USA) er en amerikansk tidligere pornoskuespiller. I 2010, vandt hun AVN Award for Transsexual Performer of the Year. Hun vendte tilbage til pornoindustrien i 2013 med hendes eget selskab, Kimber James Productions.